# Jane Alexander (skådespelare)
Jane Alexander, född Quigley den 28 oktober 1939 i Boston, Massachusetts, är en amerikansk skådespelare. Alexander scendebuterade 1964. Hon spelar huvudsakligen på scen, men har gjort flera minnesvärda roller även på film och TV, bland annat i filmerna Alla presidentens män (1976) och Kramer mot Kramer (1979). Hon har även skrivit boken Wild Things, Wild Places (2016).

## Filmografi (i urval)
- 1970 – Det stora vita hoppet
- 1976 – Alla presidentens män
- 1979 – Kramer mot Kramer
- 1980 – Playing for Time
- 1983 – Testamentet
- 1999 – Ciderhusreglerna
- 2002 – The Ring
- 2006 – Fur
- 2007 – A Cup of Love
- 2009 – The Unborn

## TV (i urval)
- 1976 – Eleanor and Franklin (TV-serie)
- 2020 – Ur varselklotet (TV-serie)